# Волт Поддубний
Волт Поддубний (англ. Walt Poddubny, нар. 14 лютого 1960, Тандер-Бей — пом. 21 березня 2009 Тандер-Бей) — канадський хокеїст, що грав на позиції крайнього нападника. Помер через серцевий напад.

## Ігрова кар'єра
Хокейну кар'єру розпочав 1978 року в ЗХЛ.
1980 року був обраний на драфті НХЛ під 90-м загальним номером командою «Едмонтон Ойлерс». 
Протягом професійної клубної ігрової кар'єри, що тривала 16 років, захищав кольори команд «Едмонтон Ойлерс», «Торонто Мейпл-Ліфс», «Нью-Йорк Рейнджерс», «Квебек Нордікс», «Нью-Джерсі Девілс», «Сент-Кетерінс Сейнтс», «Ютіка Девілс» та «Вустер Айс-Кетс».
Загалом провів 487 матчів у НХЛ, включаючи 19 ігор плей-оф Кубка Стенлі.

## Тренерська робота
Працював головним тренером у Хокейній лізі західного узбережжя тренував клуб «Анкоридж».

## Статистика
| Сезон        | Клуб                   | Ліга         | Регулярний сезон | Регулярний сезон | Регулярний сезон | Регулярний сезон | Регулярний сезон | Плей-оф | Плей-оф | Плей-оф | Плей-оф | Плей-оф |
| Сезон        | Клуб                   | Ліга         | І                | Г                | П                | О                | ШХ               | І       | Г       | П       | О       | ШХ      |
| ------------ | ---------------------- | ------------ | ---------------- | ---------------- | ---------------- | ---------------- | ---------------- | ------- | ------- | ------- | ------- | ------- |
| 1978–79      | «Брендон Вет Кінгс»    | ЗХЛ          | 20               | 11               | 11               | 22               | 12               | —       | —       | —       | —       | —       |
| 1979–80      | «Кіченер Рейнджерс»    | OMJHL        | 19               | 3                | 9                | 12               | 35               | —       | —       | —       | —       | —       |
| 1979–80      | «Кінгстон Канадієнс»   | OMJHL        | 43               | 30               | 17               | 47               | 36               | —       | —       | —       | —       | —       |
| 1980–81      | «Мілвокі Едміралс»     | ІХЛ          | 5                | 4                | 2                | 6                | 4                | —       | —       | —       | —       | —       |
| 1980–81      | «Вічита Вінд»          | ЦПХЛ         | 70               | 21               | 29               | 50               | 207              | 11      | 1       | 6       | 7       | 26      |
| 1981–82      | «Вічита Вінд»          | ЦПХЛ         | 60               | 35               | 46               | 81               | 79               | —       | —       | —       | —       | —       |
| 1981–82      | «Едмонтон Ойлерс»      | НХЛ          | 4                | 0                | 0                | 0                | 0                | —       | —       | —       | —       | —       |
| 1981–82      | «Торонто Мейпл-Ліфс»   | НХЛ          | 11               | 3                | 4                | 7                | 8                | —       | —       | —       | —       | —       |
| 1982–83      | «Торонто Мейпл-Ліфс»   | НХЛ          | 72               | 28               | 31               | 59               | 71               | 4       | 3       | 1       | 4       | 0       |
| 1983–84      | «Торонто Мейпл-Ліфс»   | НХЛ          | 38               | 11               | 14               | 25               | 48               | —       | —       | —       | —       | —       |
| 1984–85      | «Сент-Кетерінс Сейнтс» | АХЛ          | 8                | 5                | 7                | 12               | 10               | —       | —       | —       | —       | —       |
| 1984–85      | «Торонто Мейпл-Ліфс»   | НХЛ          | 32               | 5                | 15               | 20               | 26               | —       | —       | —       | —       | —       |
| 1985–86      | «Сент-Кетерінс Сейнтс» | АХЛ          | 37               | 28               | 27               | 55               | 52               | —       | —       | —       | —       | —       |
| 1985–86      | «Торонто Мейпл-Ліфс»   | НХЛ          | 33               | 12               | 22               | 34               | 25               | 9       | 4       | 1       | 5       | 4       |
| 1986–87      | «Нью-Йорк Рейнджерс»   | НХЛ          | 75               | 40               | 47               | 87               | 49               | 6       | 0       | 0       | 0       | 8       |
| 1987–88      | «Нью-Йорк Рейнджерс»   | НХЛ          | 77               | 38               | 50               | 88               | 76               | —       | —       | —       | —       | —       |
| 1988–89      | «Квебек Нордікс»       | НХЛ          | 72               | 38               | 37               | 75               | 107              | —       | —       | —       | —       | —       |
| 1989–90      | «Ютіка Девілс»         | АХЛ          | 2                | 1                | 2                | 3                | 0                | —       | —       | —       | —       | —       |
| 1989–90      | «Нью-Джерсі Девілс»    | НХЛ          | 33               | 4                | 10               | 14               | 28               | —       | —       | —       | —       | —       |
| 1990–91      | «Нью-Джерсі Девілс»    | НХЛ          | 14               | 4                | 6                | 10               | 10               | —       | —       | —       | —       | —       |
| 1991–92      | «Нью-Джерсі Девілс»    | НХЛ          | 7                | 1                | 2                | 3                | 6                | —       | —       | —       | —       | —       |
| 1992–93      | «Бад-Наухайм»          | 2 Бундесліга | 37               | 35               | 41               | 76               | 149              | —       | —       | —       | —       | —       |
| 1994–95      | «Вустер Айс-Кетс»      | АХЛ          | 34               | 7                | 6                | 13               | 62               | —       | —       | —       | —       | —       |
| Усього в НХЛ | Усього в НХЛ           | Усього в НХЛ | 468              | 184              | 238              | 422              | 454              | 19      | 7       | 2       | 9       | 12      |